# 호조 다카토키
호조 다카토키(일본어: 北条高時 호조 타카토키[*])는 가마쿠라 시대(鎌倉時代) 말기, 가마쿠라 막부(鎌倉幕府)의 14대 싯켄(執権, 재직: 1316년 ~ 1326년)으로, 9대 싯켄이었던 호조 사다토키(北条貞時)의 셋째 아들이다.

## 생애

### 탄생과 원복
가겐(嘉元) 원년 12월 2일(1304년 1월 9일) 호조 사다토키의 셋째 아들로 태어났다. 셋째 아들이기는 했지만 첫째와 둘째 형이 요절했기 때문에 사실상의 적자였다.
엔쿄(延慶) 2년(1309년)에 일곱 살로 원복(元服) 즉 관례를 치렀다(『가마쿠라 연대기』). 이때의 상세한 모습을 전하는 사료는 발견되지 않고 있지만 이제까지의 도쿠소(得宗) 당주 호조 야스토키(北条泰時) ・ 쓰네토키(経時) ・ 도키요리(時頼) ・ 도키무네(時宗)의 원복 모습이 『아즈마카가미』(吾妻鏡)에, 아버지 사다토키의 원복 모습이 『겐지 삼년기』(建治三年記)에서 확인된다. 다카토키도 선대와 같이 막부의 고쇼(御所)에서 쇼군(将軍, 당시는 모리쿠니 친왕)을 에보시오야(烏帽子親)로 하여 치렀을 것으로 여겨지고 있다.
원복에 즈음하여 에보시오야의 이름자 한 글자인 헨기(偏諱)를 받는 경우가 많았는데, 「다카토키」(高時)라는 이름에서 알 수 있듯이 쇼군의 이름을 받은 것이 아니었다. 다카토키와 같은 시대(에서 좀 더 위로) 사람으로 「다카」(高)라는 글자를 이름으로 쓰는 인물은 없었고, 일본 학계에서는 호조 가문의 조상인 다이라노 다카모치(平高望, 다카모치 왕)까지 거슬러 올라가 봐야 되지 않느냐는 견해를 보이고 있다. 원래 호소카와 시게오(細川重男)가 이 설을 제시하기는 했지만 근거를 제시하지 않았기 때문에 일본 학계에서는 논문 등에서 이 설이 보이지 않았지만, 가도타 도모히코(角田朋彦)가 근거를 붙여서 이 설을 지지했다. 이는 호소카와가 저서에서 호조 도키무네(다카토키의 할아버지) 대에 도쿠소에 의한 정치 지배 체제를 확립시키게 되었고 그 정통성을 주장하기 위해 조상에 해당하는 호조 요시토키(北条義時)를 다케노우치노 스쿠네(武内宿禰)에 비기는 전설이 생겨나 유포되었다거나, 도키무네와는 뗄래야 뗄 수 없는 관계였던 다이라노 요리쓰나(平頼綱, 요리쓰나의 부인은 사다토키의 유모였다)가 자신의 가격을 높이기 위해 둘째 아들 스케무네(資宗, 助宗라고 쓰기도 한다)의 이름자를 다이라노 스케모리(平資盛)에게 찾았을 가능성이 있음을 서술하고 있어, 이러한 생각이 가능하다면 마찬가지로 도키무네가 자신의 적남의 이름자를 다이라노 사다모리(平貞盛)에게, 사다토키도 적남의 이름을 다카모치 왕에게, 이렇게 제각기 구한 것으로 생각하는 것도 가능하지 않겠느냐는 이유에 의한 것이다. 덧붙여 가도타는 사다토키 ・ 다카토키의 대에는 쇼군→고케닌(御家人)이라는 이름자 수여 도식이 존재하지 않았는데 도쿠소 당주인 사다토키의 「사다」(貞)의 이름자나 다카토키의 이름자 「다카」(高)의 이름자가 다른 고케닌들에게 수여되는 도식이 이 시대에 성립되었음이 고케닌들의 이름자에서 엿보이며 이는 도쿠소 권력이 확립되어 있었던 것을 증명하는 한 가지 증거로써 해석하는 견해로 보고 있다.

### 가독 상속과 싯켄 취임
오초(応長) 원년(1311년)에 아버지 사다토키가 죽었을 때 다카토키의 나이는 9세로 원복(元服)을 치른 지는 2년밖에 지나지 않았다. 사다토키는 죽으면서 다카토키의 장인인 고케닌 아다치 도키아키(安達時顕)와 나이간레이(内管領) 나가사키 엔키(長崎円喜)를 다카토키의 후견인으로 지목했는데, 다카토키의 대까지 3대의 중계자 싯켄을 거쳐 쇼와(正和) 5년(1316년)에야 아버지가 싯켄이 되었을 때와 같은 나이인 14세로 14대 싯켄이 될 수 있었고, 그때는 나이간레이 엔키의 적자인 다카스케(高資)가 권세를 휘두르고 있었다.
다카토키는 이미 죽은 니치렌(日蓮)의 제자 니치로(日朗)에게 전중(殿中)에서 여러 불교 종파와의 문답 대결을 명했는데, 니치로는 자신의 고령을 들어 문하의 니치인(日印)에게 토론을 맡겼고, 분포(文保) 2년(1318년) 12월 30일부터 이듬해 9월 15일에 걸쳐 가마쿠라 막부의 쇼군 앞에서 가마쿠라 전중 문답(鎌倉殿中問答)이라 불리는 대론(불교 토론)이 벌어졌다. 이때의 세이이타이쇼군(征夷大将軍)은 미야 쇼군(宮将軍), 즉 왕족 출신 쇼군이었던 모리쿠니 친왕(守邦親王)으로, 결과는 니치인이 여러 종파의 여러 공격을 논파하고 제목종(題目宗)의 포교를 허락받는 것으로 끝났다.
다카토키가 싯켄으로 있던 무렵에는 여러 구니에서 이른바 ‘악당’(悪党, 아쿠토)이라 불리는 세력들이 극성을 부렸고, 오슈(奥州)에서 에조(蝦夷)가 반란을 일으키는가 하면, 이들을 총괄하는 에조간레이 안도 씨(安藤氏)의 가독 다툼으로부터 불거진 전란인 안도 씨의 난도 일어났다. 쇼추(正中) 원년(1324년)에 교토(京都)에서 고다이고 천황(後醍醐天皇)이 막부 전복을 꾀하다가 계획이 로쿠하라 단다이(六波羅探題)에 의해 미연에 방지되고 천황의 측근인 히노 스케토모(日野資朝)가 사도 섬(佐渡島)에 유배되는 등 계획에 가담한 자들에 대한 처벌이 이루어졌다(쇼추의 변).

### 싯켄 퇴임 후부터 최후까지
쇼추 3년(1326년)에는 병으로 24세에 싯켄직에서 물러나 출가하였다. 다카토키의 후계를 둘러싸고 다카토키의 친아들 구니토키(邦時)를 지지하던 나가사키 씨(長崎氏)와 동생 야스이에(泰家)를 지지하던 아다치 씨(安達氏)의 대립인 가레키 소동(嘉暦の騒動)이 일어났다. 사태의 배경은 태수(太守) 다카토키의 서자였던 구니토키를 지지하던 나가사키 씨에 맞서 다카토키의 장인으로 정실 집안이었던 아다치 씨가 적자 상속의 원칙을 내세워, 정실이 아들을 낳을 때까지는 친족으로 다카토키의 친동생인 야스이에를 중개자 싯켄으로 두는 것이 옳다고 나서면서 생겨난 확집에 있었다. 소동은 3월에 가네자와 사다아키(金沢貞顕)가 싯켄에 취임했다가 얼마 안 되어 사임하고, 4월에 아카바시 모리토키(赤橋守時)가 취임하는 것으로 수습되었다.
겐코(元弘) 원년(1331년)에 엔키 등을 주살하려 했다는 혐의로 다카토키의 측근들이 처벌되는 사건이 일어났고, 8월에 고다이고 천황이 다시금 막부 타도 계획을 꾸미다 가사기 산(笠置山)으로 들어가 농성을 벌이고, 가와치(河内)에서는 구스노키 마사시게(楠木正成)가 거병했다(겐코의 난). 막부는 군을 파견해 이를 진압하고, 이듬해 3월에 고다이고 천황을 오키 섬(隠岐島)으로 유배하고 측근이던 히노 도시모토(日野俊基) 등을 처형한 뒤, 지묘인 왕통(持明院統)의 고곤 천황(光厳天皇)을 옹립했다.
그러나 겐코 3년/쇼쿄(正慶) 2년(1333년) 고다이고 천황은 오키를 탈출해 호키국(伯耆国)의 센죠 산(船上山)에서 거병했고, 막부는 서쪽의 막부 타도 세력을 진압하기 위해 호조 일족의 나고에 다카이에(名越高家)와 고케닌(御家人)의 필두였던 시모쓰케국(下野国)의 고케닌 아시카가 다카우지(足利高氏)를 교토로 파견하지만, 4월에 다카이에는 아카마쓰 노리무라(赤松則村, 아카마쓰 엔신)에게 패하여 죽고, 다카우지는 고다이고 천황의 편에 서서 5월 7일에 로쿠하라 단다이를 공략한다. 여기에 8일에는 간토(関東)에서 고즈케국(上野国)의 고케닌 닛타 요시사다(新田義貞)가 거병해 막부군을 거듭 격파하며 가마쿠라로 진격했다.

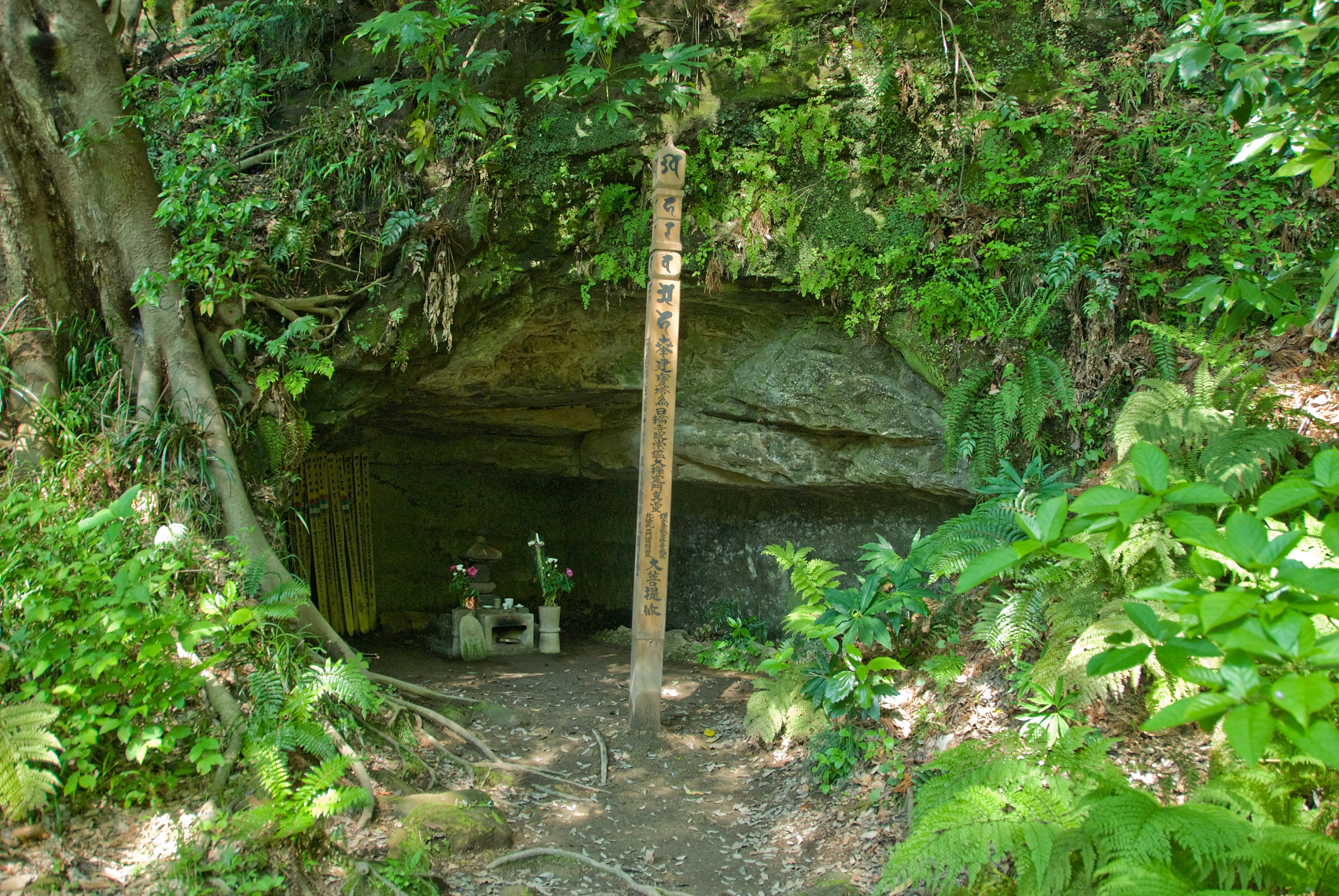
호조 다카토키의 사망지. 다카토키 및 호조 일문이 자결한 도쇼지 터에 위치하고 있다.

5월 18일, 닛타군이 가마쿠라를 침공하고, 나흘 뒤인 5월 22일에 가마쿠라 수비가 돌파되어 가마쿠라 시가지까지 군세가 밀려 들어왔다. 다카토키는 저택을 불사르고 호조 일족의 보리사(菩提寺)였던 가사이가야쓰(葛西ケ谷)의 도쇼지(東勝寺)로 물러나, 호조 일족 870명과 가신(家臣)들과 같이 동시에 자결한다. 향년 31세(만29세)였다.

## 도쿠소다이곤겐(徳崇大権現)
가마쿠라 막부가 멸망한 뒤에 호조 다카토키는 고다이고 천황으로부터 「도쿠소다이곤겐」(徳崇大権現)이라는 신호(神号)를 하사받고 신으로써 호케이지(宝戒寺)에서 그 공양이 이루어지게 되었다. 가마쿠라 막부가 멸망한 5월 22일에 다카토키의 위령을 위해 도쿠소 대권현회(徳崇大権現会) ・ 대반야경 전독회(大般若経転読会)가 거행되었다. 경내 도쿠소 대권현당(徳崇大権現堂)에서 공양되던 호조 다카토키의 상이 수레에 실려 본당으로 모셔져(「徳崇大権現会」) 「대반야경 전독회」가 거행되었다. 대반야경의 정식 명칭은 대반야바라밀다경(大般若波羅蜜多経)이라고 하여 당대 현장삼장(玄奘三藏)이 인도에서 가지고 온 600권에 달하는 불경이다. 전독을 마치고 다카토키의 어신상은 권현당으로 돌려 보내졌다.

## 인물
일본의 고전인 《태평기》(太平記)나 《마스카가미》(増鏡), 《호레키칸키》(保暦間記), 《가마쿠라 구대기》(鎌倉九代記) 등 후세에 저술된 기록에는 투견이나 덴가쿠(田楽)에 빠진 폭군 내지는 암군(暗君)으로 서술되는 경향이 있으며, 에도 시대(江戸時代)에서 메이지(明治)에 걸쳐 일본 역사학계도 그러한 평가를 수용하였다. 다만 다카토키의 실제 모습을 전하는 사료는 적고, 전술한 문헌에서 묘사된 다카토키의 모습은 아시카가 다카우지를 정당화하고 미화하기 위한 과장이 포함되어 있기도 하다.

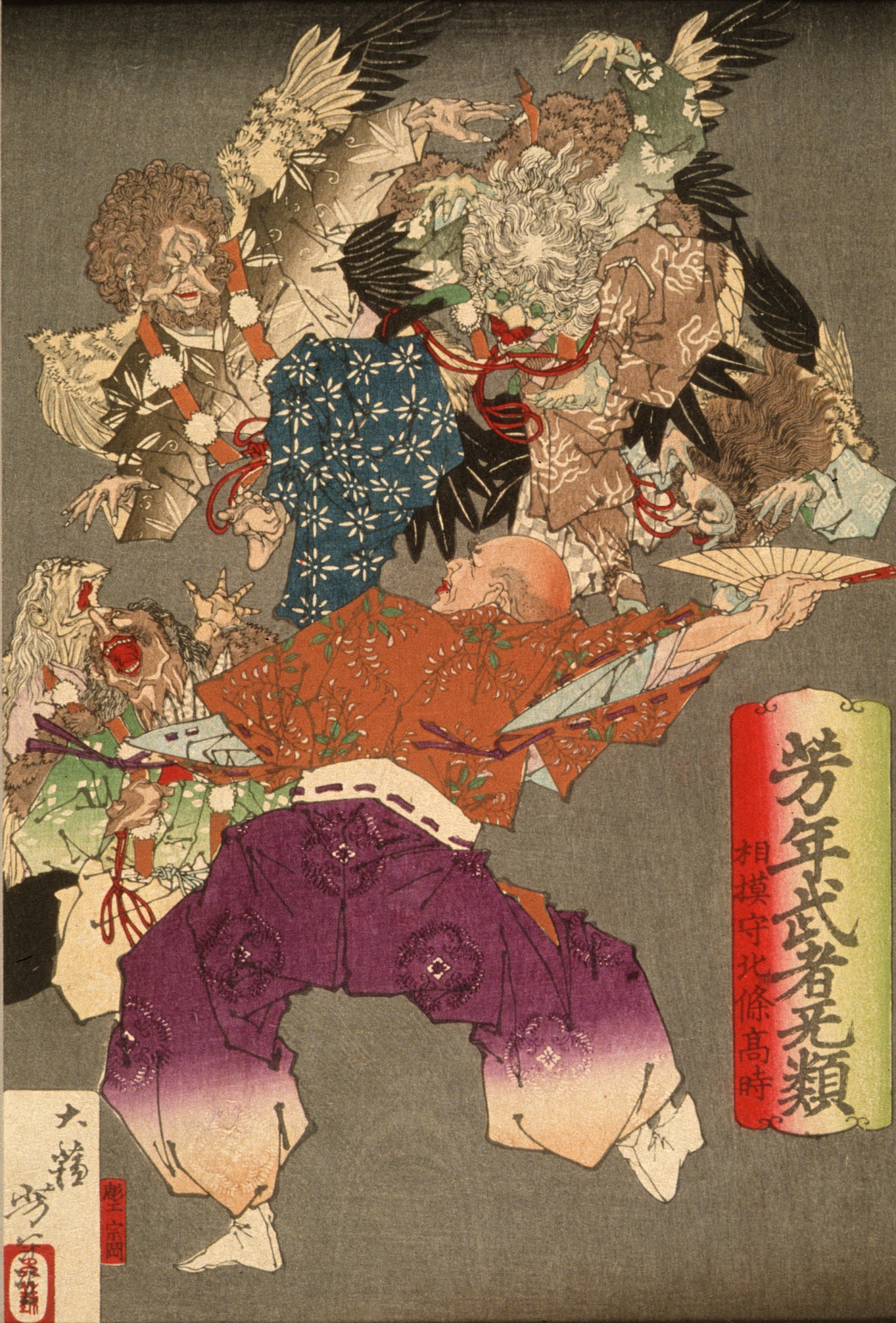
요령성을 보고 춤을 추는 다카토키와 그를 둘러싸고 있는 덴구. 《태평기》 속의 일화를 그린 것으로 메이지 시대 쓰키오카 쓰난의 우키요에이다.

《태평기》에는 다카토키가 요령성(妖靈星, 천하가 어지러울 때 나타나 흉조를 예고한다고 알려진 요사스러운 별)을 보고도 기뻐 춤추었고 후지와라노 나카노리(藤原仲範)는 그 요령성을 망국의 징조로서 파악, 가마쿠라 막부가 멸망할 것임을 예측했다는 에피소드가 실려 있다. 또한 호조 씨의 초석을 다졌던 초대 싯켄 호조 도키마사(北条時政)가 에노시마(江島)에서 만난 변재천(弁財天)이 도키마사에게 그의 7대 후손에 이를 때까지 호조 집안을 돌봐주기로 했었는데, 도키마사의 자손으로 호조 집안의 종가에 해당하는 도쿠소케(得宗家)에서 7대째에 해당하는 것이 다카토키의 아버지인 사다토키로 사다토키가 죽은 뒤 변재천의 가호는 끊어지게 되었다는 이야기와 함께, 《태평기》는 어리석은 다카토키가 에노시마 변재천의 가호마저 잃게 되었으니 가마쿠라 막부가 멸망한 것은 당연한 일이었다고 단정짓고 있다.
이러한 《태평기》에 묘사된 다카토키의 모습은 도바쿠(討幕) 즉 막부 타도를 이룬 고다이고 천황과 그 일파가 가마쿠라 막부의 실정을 탄핵하고 평가절하시키는 와중에 나돌게 된 이야기였다는 측면도 있다. 다이쇼 시대(大正時代) 일본의 역사 교과서는 《태평기》의 이러한 기술을 참고했고 다카토키를 투견, 덴라쿠에 빠져 정무를 게을리한 어리석은 지도자였다고 기재하고 있다.

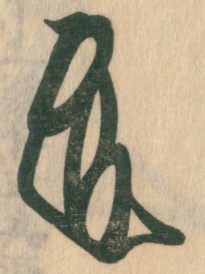
호조 다카토키의 수결(서명).

실제의 다카토키는 어떤 인물이었는지, 《호레키칸키》는 다카토키의 인물상에 대해 「너무 기운이 없다」고 기술한다. 일족인 가네자와 사다아키가 남긴 《가나자와 문고 고문서》(金沢文庫古文書)에도 다카토키가 병약했음을 강조하고 있는데, 그의 병상이 하루 걸러 호전되었다가 다시 악화되기를 반복하는 탓에 주변에서 항시 그 상태를 주시하고 있었다고 한다. 그런 한편으로 다카토키는 무소 소세키(夢窓疎石) 등의 선승(禪僧)과도 친교가 있었으며 불화(佛畵) 등에도 친숙했다는 점 등이 알려져 있다.
《마스카가미》에도 다카토키가 병약했다고 하면서 다카토키는 가마쿠라의 지배자로서 위세를 떨쳤지만 어딘가 빈약해 보였으며, 몸 상태가 좋을 때는 덴가쿠 ・ 투견을 벌이기도 했다고 적고 있는데, 《태평기》의 기술과 비교해 보면 《태평기》 쪽이 더 악의적으로 과장되어 치우쳐 있음이 지적된다.
1884년(메이지 17년) 11월 도쿄 사루야쿠좌(東京猿若座)에서 초연된 가와타케 모쿠아미(河竹黙阿弥)작 신가부키(新歌舞伎) 『호조 9대 명가의 공적』(北条九代名家功) ・ 통칭 『다카토키』에서는 다카토키 역을 맡은 이치카와 단주로(市川團十郎)가 그의 고독하면서도 우둔한 심층 심리에 대한 사실적인 내면묘사로 큰 인기를 끌었고 이것은 현대 일본에서의 다카토키의 인물상으로 굳어지게 되었다(작품 자체는 현대에까지 공연되는 인기작이다). 또한 소설가 요시카와 에이지의 동명의 소설을 원작으로 하는 NHK 대하드라마 『태평기』(여기서는 가타오카 쓰루타로가 다카토키 역을 맡음)의 영향으로, 병약한 몸에 만사에 허무감을 느끼는 인물로 정착되기도 했다.

## 경력
※표시된 날짜들은 모두 음력입니다.
- 가겐(嘉元) 원년(1304년) 12월 2일에 태어남(1세)
- 엔쿄(延慶) 2년(1309년) 1월21일, 관례를 올림(6세).
- 오초(応長) 원년(1311년) 1월 17일, 막부의 고자무라이도코로(小侍所)의 부교(奉行)에 취임. 6월 23일에 종5위하 관위를 받고 사마노곤노카미(左馬権頭)에 임관(9세)
- 조와(正和) 5년(1316년) 1월 5일, 종5위상으로 승진. 사바노곤노카미는 예전과 같다. 1월 13일, 단바노곤노카미(但馬権守)를 겸임. 7월 10일, 싯켄 취임(14세).
- 분포(文保) 원년(1317년)3월 10일, 사가미노카미(相摸守)로 옮김. 사마노곤노카미・단바노곤노카미 겸임. 3월 27일, 단바노곤노카미 사임. 4월 19일, 정5위하로 승진. 사가미노카미・사마노곤노카미는 예전과 같다(15세).
- 분포 3년(1319년) 1월, 슈리노곤노다이후(修理権大夫)로 옮김. 사마노곤노카미 겸임.　2월, 사마노곤노카미 사임(17세).
- 쇼추(正中) 3년(1326년) 3월 13일, 출가하여 법명을 슌칸(崇鑑)이라 함(24세).
- 겐코(元弘) 3년/쇼쿄(正慶) 2년(1333년) 5월 22일, 자결(향년 31, 만 30세)
- 조지(貞治) 5년(1336년) 5월20일, 정4위하 관위가 추증됨(모로모리키師守記).

## 참고 자료
- 《호조 도키마사 이래 후견차제》(北条時政以来後見次第), 도쿄 대학(東京大学) 사료편찬소(史料編纂所) 소장
- 《가마쿠라 연대기》(鎌倉年代記), 증보속사료대성(増補続史料大成) 중에서
- 《간토개관황대병연대기사》(関東開闢皇代并年代記事), 도쿄 대학 소장

## 같이 보기
- 태평기

### 설명
1. ↑  덧붙여 아버지 사다토키의 「사다」(貞)가 다이라노 사다모리(平貞盛)에게서 유래하였다는 설.
2. ↑  가도타의 논문이 나온 뒤에 아카하시 히사토키(赤橋久時)가 히사아키 친왕(久明親王), 히사토키의 아들 모리토키(守時)와 다카토키의 적남 구니토키(邦時)가 모리쿠니 친왕(守邦親王)의 이름자를 받았다는 것이 지적되고 있다.[5] 이는 도쿠소가 아카하시류 호조 씨(赤橋流北条氏)가 쇼군을 에보시오야로 하는 가계였기 때문에 예외로 본다.
3. ↑  11대 무네노부(宗宣), 12대 아키토키(煕時), 13대 모토토키(基時) 세 명이 거쳐갔다. 다카토키의 아버지인 제9대 사다토키는 쇼안(正安) 3년(1301년)에 10대 모로토키(師時)에게 싯켄직을 넘겨 주려 했으나, 모로토키는 사다토키가 사망하기 한 달 전에 사망했고 사다토키가 사망할 때는 무네노부가 싯켄이었다.